# Descomposició en valors propis d'una matriu
En l'àmbit matemàtic de l'àlgebra lineal, la descomposició en valors propis (o descomposició espectral) és la factorització d'una matriu en una determinada forma canònica, on la matriu pot representar-se en termes dels seus valors propis i els seus vectors propis. Només és possible la descomposició en valors propis per matrius diagonalitzables.

## Teoria fonamental de vectors propis i valors propis
Diem que un vector v no-nul de dimensió N és un vector propi d'una matriu A quadrada (N×N) si satisfà l'equació lineal:
{\displaystyle \mathbf {A} \mathbf {v} =\lambda \mathbf {v} }
on λ és un escalar, anomenat el valor propi corresponent a v. És a dir, els vectors propis són els vectors pels quals la transformació lineal A és una elongació o escurçament, i la magnitud per la qual s'allarga o s'acurta és el valor propi. Hom anomena l'equació anteior l'equació del valor propi o el problema del valor propi.
Així tenim una equació pels valors propis:
{\displaystyle p\left(\lambda \right):=\det \left(\mathbf {A} -\lambda \mathbf {I} \right)=0.\!\ }
Diem que p(λ) és el polinomi característic, i l'equació, anomenada equació característica, és una equació polinòmica d'ordre N en la incògnita λ. Aquesta equació té Nλ solucions diferents, on 1 ≤ Nλ ≤ N. El conjunt de solucions, és a dir, el conjunt dels valors propis, s'anomena espectre d'A.
Podem factoritzar p com:
{\displaystyle p\left(\lambda \right)=(\lambda -\lambda _{1})^{n_{1}}(\lambda -\lambda _{2})^{n_{2}}\cdots (\lambda -\lambda _{k})^{n_{k}}=0.\!\ }
L'enter ni és la multiplicitat algebraica del valor propi λi. La suma de totes les multiplicitats algebraiques és exactament N:
{\displaystyle \sum \limits _{i=1}^{N_{\lambda }}{n_{i}}=N.}
Per a cada valor propi λi, tenim una equació de valor propi:
{\displaystyle \left(\mathbf {A} -\lambda _{i}\mathbf {I} \right)\mathbf {v} =0.\!\ }
En general, existeixen 1 ≤ mi ≤ ni solucions linealment independents per a cada equació de valor propi. Les mi solucions són els vectors propis associats al valor propi λi. L'enter mi s'anomena multiplicitat geomètrica de λi. És importat tenir en compte que la multiplicitat algebraica ni i la multiplicitat geomètrica mi no tenen per què ser iguals, però sempre és cert que mi ≤ ni. El cas més senzill es dona quan mi = ni = 1. El nombre total de vectors propis linealment independents, Nv, es pot calcular sumant les multiplicitats geomètriques:
{\displaystyle \sum \limits _{i=1}^{N_{\lambda }}{m_{i}}=N_{\mathbf {v} }.}
Hom pot numerar els vectors propis a partir dels valors propis; és a dir, usant un índex dobre, on vi,j representa el j-sim vector propi per l'i-sim valor propi. Els vectors propis també es poden numerar amb una notació d'un sol índex vk, on k = 1, 2, ..., Nv.

## Descomposició en valors propis d'una matriu
Sigui A una matriu quadrada (N×N) amb N columnes linealment independents, {\displaystyle a_{i}\,\,(i=1,\dots ,N).} Llavors A es pot factoritzar com:
{\displaystyle \mathbf {A} =\mathbf {Q} \mathbf {\Lambda } \mathbf {Q} ^{-1}}
on Q és la matriu quadrada (N×N) que té per i-sima columna el vector propi {\displaystyle q_{i}} d'A, i Λ és la matriu diagonal amb els corresponents valors propis a la diagonal, és a dir, {\displaystyle \Lambda _{ii}=\lambda _{i}}. Notem que només es poden factoritzar d'aquesta manera les matrius diagonalitzables. Per exemple, la matriu defectiva {\displaystyle \left({\begin{smallmatrix}1&1\\0&1\end{smallmatrix}}\right)} no es pot diagonalitzar.
Hom acostuma a prendre els vectors propis {\displaystyle q_{i}\,\,(i=1,\dots ,N)} com a normalitzats, però no és estrictament necessari. També es pot usar un conjunt no normalitzat de vectors propis, {\displaystyle v_{i}\,\,(i=1,\dots ,N),} per construir les columnes de Q. Hom pot observar que la longitud dels vectors propis de Q no és rellevant, donada la presència de Q−1 a la descomposició.

### Exemple
Considerem la matriu real 2 × 2 {\displaystyle \mathbf {A} ={\begin{bmatrix}1&0\\1&3\\\end{bmatrix}}}, i la transformarem en una matriu diagonal a través de la multiplicació per una matriu no singular {\displaystyle \mathbf {B} ={\begin{bmatrix}a&b\\c&d\\\end{bmatrix}},[a,b,c,d]\in \mathbb {R} }.
Llavors
{\displaystyle {\begin{bmatrix}a&b\\c&d\\\end{bmatrix}}^{-1}{\begin{bmatrix}1&0\\1&3\\\end{bmatrix}}{\begin{bmatrix}a&b\\c&d\\\end{bmatrix}}={\begin{bmatrix}x&0\\0&y\\\end{bmatrix}}}, per a alguna matriu diagonal real {\displaystyle {\begin{bmatrix}x&0\\0&y\\\end{bmatrix}}}.
Multiplicant per l'esquerra per {\displaystyle \mathbf {B} } a totes dues bandes de la igualtat:
{\displaystyle {\begin{bmatrix}1&0\\1&3\\\end{bmatrix}}{\begin{bmatrix}a&b\\c&d\\\end{bmatrix}}={\begin{bmatrix}a&b\\c&d\\\end{bmatrix}}{\begin{bmatrix}x&0\\0&y\\\end{bmatrix}}}
Això podem expressar-ho com un sistema de dues equacions (matricials):
{\displaystyle {\begin{cases}{\begin{bmatrix}1&0\\1&3\end{bmatrix}}{\begin{bmatrix}a\\c\end{bmatrix}}={\begin{bmatrix}ax\\cx\end{bmatrix}}\\{\begin{bmatrix}1&0\\1&3\end{bmatrix}}{\begin{bmatrix}b\\d\end{bmatrix}}={\begin{bmatrix}by\\dy\end{bmatrix}}\end{cases}}}
Traient els valors propis {\displaystyle x} i {\displaystyle y} com a factor comú:
{\displaystyle {\begin{cases}{\begin{bmatrix}1&0\\1&3\end{bmatrix}}{\begin{bmatrix}a\\c\end{bmatrix}}=x{\begin{bmatrix}a\\c\end{bmatrix}}\\{\begin{bmatrix}1&0\\1&3\end{bmatrix}}{\begin{bmatrix}b\\d\end{bmatrix}}=y{\begin{bmatrix}b\\d\end{bmatrix}}\end{cases}}}
Si denotem {\displaystyle {\overrightarrow {a}}={\begin{bmatrix}a\\c\end{bmatrix}},{\overrightarrow {b}}={\begin{bmatrix}b\\d\end{bmatrix}}}, obtenim les dues equacions vectorials:
{\displaystyle {\begin{cases}\mathbf {A} {\overrightarrow {a}}=x{\overrightarrow {a}}\\\mathbf {A} {\overrightarrow {b}}=y{\overrightarrow {b}}\end{cases}}}
la qual cosa es pot representar per una sola equació vectorial, que té dues solucions per valors propis:
{\displaystyle \mathbf {A} \mathbf {u} =\lambda \mathbf {u} }
Aquí, {\displaystyle \lambda } representa els dos valors propis {\displaystyle x} i {\displaystyle y}; d'altra banda, {\displaystyle \mathbf {u} } representa els vectors {\displaystyle {\overrightarrow {a}}} i {\displaystyle {\overrightarrow {b}}}.
Passem el terme {\displaystyle \lambda \mathbf {u} } a l'esquerra i traiem factor comú {\displaystyle \mathbf {u} }:
{\displaystyle (\mathbf {A} -\lambda \mathbf {I} )\mathbf {u} =0}
Com que {\displaystyle \mathbf {B} } és no singular, és essencial que {\displaystyle \mathbf {u} } és no nul. Aleshores,
{\displaystyle (\mathbf {A} -\lambda \mathbf {I} )=\mathbf {0} }
Considerem ara el determinant de {\displaystyle (\mathbf {A} -\lambda \mathbf {I} )},
{\displaystyle {\begin{bmatrix}1-\lambda &0\\1&3-\lambda \end{bmatrix}}=0}
Així,
{\displaystyle (1-\lambda )(3-\lambda )=0}
Això ens dona les solucions dels valors propis per la matriu {\displaystyle \mathbf {A} } com {\displaystyle \lambda =1} o {\displaystyle \lambda =3}, i la matriu diagonal que resulta de la descomposició en valors singulars de {\displaystyle \mathbf {A} } és, per tant, {\displaystyle {\begin{bmatrix}1&0\\0&3\end{bmatrix}}}.
Si substituïm ara les solucions en el sistema anterior:
{\displaystyle {\begin{cases}{\begin{bmatrix}1&0\\1&3\end{bmatrix}}{\begin{bmatrix}a\\c\end{bmatrix}}=1{\begin{bmatrix}a\\c\end{bmatrix}}\\{\begin{bmatrix}1&0\\1&3\end{bmatrix}}{\begin{bmatrix}b\\d\end{bmatrix}}=3{\begin{bmatrix}b\\d\end{bmatrix}}\end{cases}}}
La resolució del sistema ens diu que {\displaystyle a=-2c,a\in \mathbb {R} } i {\displaystyle b=0,d\in \mathbb {R} }.
Així, la matriu {\displaystyle \mathbf {B} } requerida per la descomposició en valors propis de {\displaystyle \mathbf {A} } és {\displaystyle {\begin{bmatrix}-2c&0\\c&d\end{bmatrix}},[c,d]\in \mathbb {R} }. És a dir:
{\displaystyle {\begin{bmatrix}-2c&0\\c&d\\\end{bmatrix}}^{-1}{\begin{bmatrix}1&0\\1&3\\\end{bmatrix}}{\begin{bmatrix}-2c&0\\c&d\\\end{bmatrix}}={\begin{bmatrix}1&0\\0&3\\\end{bmatrix}},[c,d]\in \mathbb {R} .}

### Càlcul de la matriu inversa
Amb la notació anterior, si una matriu A es pot descompondre en valors propis, i cap d'aquests valors propis és zero, llavors A és invertible, i la seva inversa ve donada per:
{\displaystyle \mathbf {A} ^{-1}=\mathbf {Q} \mathbf {\Lambda } ^{-1}\mathbf {Q} ^{-1}}
Addicionalment, com que Λ és una matriu diagonal, el càlcul de la seva inversa és senzill:
{\displaystyle \left[\Lambda ^{-1}\right]_{ii}={\frac {1}{\lambda _{i}}}}

#### Conseqüències a la pràctica[1]
Quan es fa servir la descomposició en valors propis sobre dades reals i resultats d'una medició, pot succeir que la inversa no sigui igual de vàlida si es fan servir tots els valors propis de la matriu. Això és així perquè, a mesura que els valors propis disminueixen en valor, llur contribució al càlcul de la inversa és gran. Quan els valors propis estan a prop de zero o del "soroll" del sistema de mesura poden dificultar la cerca de les solucions per la inversa.
Es poden fer servir dos mètodes per mitigar aquest efecte:
1. Eliminar els valors propis petits o zero, o
2. Estendre el valor propi més petit de valor fiable a la resta de valors propis més petits que ell.

El primer mètode és similar a una mostra dispersa de la matriu original, on s'eliminen els components que hom considera com a no rellevants. No obstant això, si la solució o el procés de detecció està prop del nivell de soroll, aquesta eliminació pot fer que descartem components que influenciïn sobre la solució desitjada.
El segon mètode tracta d'estendre el valor propi, de tal manera que els valors propis més petits tinguin molta menys influència sobre el càlcul de la inversa, però encara hi contribueixen, de tal manera que encara es poden trobar solucions prop del nivell de soroll.
Hom pot determinar el valor propi fiable si assumeix que els valors propis de magnitud similar i menor són una bona representació del soroll del mesurament.
Si ordenem els valors propis pel seu valor absolut, llavors podem trobar el valor propi rellevant mitjançant la minimització del laplacià dels valors propis ordenats:
{\displaystyle \min |\nabla ^{2}\lambda _{s}|}
on denotem amb un subíndex 's' que els valors propis estan ordenats. La posició de la minimització és el valor propi fiable més petit. En sistemes de mesura, l'arrel quadrada d'aquest valor propi fiable és el soroll mitjà sobre els components del sistema.

## Càlcul funcional
La descomposició en valors propis facilita el càlcul de les expansions en sèries de potències per matrius. Si tenim f(x):
{\displaystyle f(x)=a_{0}+a_{1}x+a_{2}x^{2}+\cdots }
llavors sabem que
{\displaystyle f\left(\mathbf {A} \right)=\mathbf {Q} f\left(\mathbf {\Lambda } \right)\mathbf {Q} ^{-1}}
Com que Λ és una matriu diagonal, les funcions de Λ són molt senzilles de calcular:
{\displaystyle \left[f\left(\mathbf {\Lambda } \right)\right]_{ii}=f\left(\lambda _{i}\right)}
Els elements fora de la diagonal de f(Λ) són zero; és a dir, f(Λ) també és una matriu diagonal. Per tant, el càlcul de f(A) es redueix a calcular el valor de la funció per cadascun dels valors propis.
Existeix una tècnica similar en el cas general, mitjançant el càlcul funcional holomorf, fent servir que:
{\displaystyle \mathbf {A} ^{-1}=\mathbf {Q} \mathbf {\Lambda } ^{-1}\mathbf {Q} ^{-1}}
com hem vist abans. Novament, trobem que
{\displaystyle \left[f\left(\mathbf {\Lambda } \right)\right]_{ii}=f\left(\lambda _{i}\right)}

### Exemples
{\displaystyle \mathbf {A} ^{2}=(\mathbf {Q} \mathbf {\Lambda } \mathbf {Q} ^{-1})(\mathbf {Q} \mathbf {\Lambda } \mathbf {Q} ^{-1})=\mathbf {Q} \mathbf {\Lambda } (\mathbf {Q} ^{-1}\mathbf {Q} )\mathbf {\Lambda } \mathbf {Q} ^{-1}=\mathbf {Q} \mathbf {\Lambda } ^{2}\mathbf {Q} ^{-1}}
{\displaystyle \mathbf {A} ^{n}=\mathbf {Q} \mathbf {\Lambda } ^{n}\mathbf {Q} ^{-1}}

## Descomposició per matrius especials

### Matrius normals
Una matriu normal complexa ({\displaystyle A^{*}A=AA^{*}}) té una base ortogonal de vectors propis, de tal manera que es pot descompondre com
{\displaystyle \mathbf {A} =\mathbf {U} \mathbf {\Lambda } \mathbf {U} ^{*}}
on U és una matriu unitària. Addicionalment, si A és hermítica ({\displaystyle A=A^{*}}), la qual cosa implica que també és normal, llavors la matriu diagonal Λ només té valors reals, i si A és unitària, Λ pren tots els valors en la circumferència unitat al pla complex.

### Matrius simètriques reals
Com a cas especial, per qualsevol matriu simètrica real N×N, hom pot escollir els vectors propis tals que siguin reals, mútuament ortogonals i amb norma 1. Així, una matriu simètrica real A es pot descompondre com
{\displaystyle \mathbf {A} =\mathbf {Q} \mathbf {\Lambda } \mathbf {Q} ^{T}}
on Q és una matriu ortogonal, i Λ és una matriu diagonal, els elements de la qual són els valors propis de A.

## Propietats

### Sobre valors propis
- El producte dels valors propis és igual al determinant d'A:

{\displaystyle \det \left(\mathbf {A} \right)=\prod \limits _{i=1}^{N_{\lambda }}{\lambda _{i}^{n_{i}}}\!\ }
Notem que cada valor propi està elevat a la potència ni, que és la multiplicitat algebraica.
- La suma dels valors propis és igual a la traça d'A:

{\displaystyle \operatorname {tr} \left(\mathbf {A} \right)=\sum \limits _{i=1}^{N_{\lambda }}{{n_{i}}\lambda _{i}}\!\ }
Notem que cada valor propi està multiplicat per ni, la multiplicitat algebraica.
- Si els valors propis d'A són λi, i A és invertible, llavors els valors propis d'A−1 són λi−1.

- Si els valors propis d'A són λi, llavors els valors propis de f(A) són f(λi), per a qualsevol funció holomorfa f.

### Sobre vectors propis
- Si A és hermítica i de rang complet, hom pot escollir la base de vectors propis per tal que siguin mútuament ortogonals. Els valors propis són reals.

- Els vectors propis d'A−1 són els mateixos que els vectors propis d'A.

### Sobre la descomposició en valors propis
- Una matriu A admet una descomposició en valors propis si i només si

{\displaystyle N_{\mathbf {v} }=N\,}
- Si p(λ) no té arrels repetides, és a dir, Nλ = N, llavors A admet una descomposició en valors propis.

- El fet que A admeti una descomposició en valors propis no implica que A tingui inversa.

- El fet que A tingui inversa no implica que A admeti una descomposició en valors propis.

### Sobre la inversa d'una matriu
- Una matriu {\displaystyle \mathbf {A} } té inversa si i només si

{\displaystyle \lambda _{i}\neq 0} per a qualsevol i.
- Si {\displaystyle \lambda _{i}\neq 0} per tot i, i a més {\displaystyle N_{\mathbf {v} }=N}, llavors la inversa ve donada per

{\displaystyle \mathbf {A} ^{-1}=\mathbf {Q} \mathbf {\Lambda } ^{-1}\mathbf {Q} ^{-1}}

## Càlcul numèric

### Càlcul numèric dels valors propis
Suposem que volem calcular els valors propis d'una matriu donada. Si la matriu és petita, podem calcular-los de forma simbòlica usant el polinomi característic. No obstant això, aquest procediment resulta impracticable per matrius més grans, amb la qual cosa haurem de fer servir un mètode numèric.
A la pràctica, hom no calcula els valors propis de matrius grans a partir del polinomi característic. El càlcul del polinomi característic és costós en si mateix, i un càlcul exacte (simbòlic) de les arrels d'un polinomi de grau elevat pot ser difícil de realitzar i d'expressar: el teorema d'Abel-Ruffini implica que les arrels de polinomis de grau elevat (5 o més) en general no es poden expressar només emprant arrels n-simes. Per tant, els algorismes genèrics per trobar vectors propis i valors propis són iteratius.
És cert que existeixen algorismes numèrics iteratius per aproximar les arrels d'un polinomi, com ara el mètode de Newton, però en general no resulta pràctic calcular primer el polinomi característic i després aplicar aquests mètodes. Una raó és que si els coeficients del polinomi característic tenen errors d'arrodoniment, encara que siguin petits, això pot portar a errors grans en els valors propis i els vectors propis: les arrels són una funció extremadament mal condicionada dels coeficients.
Un mètode senzill i precís és el mètode de les potències: hom escull un vector arbitrari {\displaystyle v}, i es calcula una successió de vectors unitaris:
{\displaystyle {\frac {Av}{\|Av\|}},{\frac {A^{2}v}{\|A^{2}v\|}},{\frac {A^{3}v}{\|A^{3}v\|}},\dots }
Aquesta successió convergeix gairebé segurament a un vector propi corresponent al valor propi de magnitud més alta, sempre que v tingui una component no-nul·la d'aquest vector propi en la base de vectors propis (i també sota la condició que hi hagi només un valor propi de magnitud màxima). Aquest algorisme simple és útil en algunes aplicacions pràctiques; per exemple, Google utilitza aquest mètode per calcular el PageRank dels documents en la seva eina de cerca. Addicionalment, el mètode de les potències és un punt de partida per molts altres algorismes més sofisticats. Per exemple, si considerem no només l'últim vector de la successió, sinó l'espai vectorial generat per tots els vectors de la successió, obtenim una aproximació millor (de convergència més ràpida) del vector propi, i aquesta idea és la base de la iteració d'Arnoldi. D'altra banda, l'algorisme QR també és una transformació subtil d'un mètode de les potències.

### Càlcul numèric dels vectors propis
Un cop hem calculat els valors propis, podem calcular els vectors propis tot resolent l'equació
{\displaystyle \left(\mathbf {A} -\lambda _{i}\mathbf {I} \right)\mathbf {v} _{i,j}=0\!\ }
emprant el mètode de reducció de Gauss o qualsevol altre mètode per resoldre un sistema d'equacions lineals.
Tot i això, els mètodes pràctics per calcular valors propis a gran escala acostumen a emprar altres camins per calcular els vectors propis, com a subproducte del càlcul dels valors propis. En el mètode de les potències, per exemple, hom calcula el vector propi abans del valor propi (que s'acostuma a calcular mitjançant el quocient de Rayleigh del vector propi). En l'algorisme QR per una matriu hermítica (o per qualsevol matriu normal), els vectors propis ortonormals s'obtenen com el producte de les matrius Q obtingudes a cada pas de l'algorisme. (Per a matrius més generals, l'algorisme QR proporciona primer la descomposició de Schur, a partir de la qual es poden obtenir els vectors propis mitjançant una substitució cap enrere.) Per a matrius hermítiques, és més eficient emprar un algorisme «divideix i venceràs» si volem calcular tant els vectors propis com els valors propis.

## Informació addicional

### Espais propis generalitzats
Recordem que la multiplicitat geomètrica d'un valor propi es pot descriure com la dimensió de l'espai propi associat, és a dir, la dimensió del nucli de λI − A. També podem pensar que la multiplicitat algebraica és la dimensió de l'espai propi generalitzat, que és igual a la dimensió del nucli de la matriu (λI − A)k per un k prou gran. És a dir, és l'espai dels vectors propis generalitzats, entesos com a vectors que eventualment esdevenen el vector nul si hi apliquem λI − A suficients cops de forma successiva. Qualsevol vector propi és un vector propi generalitzat i, per tant, tot espai propi està contingut en l'espai propi generalitzat corresponent. Això proporciona una demostració senzilla de què la multiplicitat geomètrica sempre és menor o igual a la multiplicitat algebraica.

### Vector propi conjugat
Un vector propi conjugat és un vector transformat a un múltiple escalar del seu conjugat; aquest escalar s'anomena valor propi conjugat de la transformació lineal. Els vectors propis conjugats i valors propis conjugats representen la mateixa informació i significat que els vectors propis i valors propis usuals, però sorgeixen quan hom utilitza un sistema coordenat alternatiu. L'equació corresponent és:
{\displaystyle Av=\lambda v^{*}.\,}
Per exemple, en la teoria de la dispersió electromagnètica, la transformació lineal A representa l'acció realitzada per l'objecte de la dispersió, i els vectors propis representen els estats de polarització de l'ona electromagnètica. En òptica, hom defineix el sistema coordenat des del punt de vista de l'ona, i dona lloc a una equació en valors propis usuals, mentre que en l'estudi dels radars el sistema coordenat es defineix des del punt de vista del mateix radar, i dona lloc a una equació en valors propis conjugats.

### Problema generalitzat del valor propi
Un problema generalitzat del valor propi és el problema de trobar un vector v que compleix
{\displaystyle A\mathbf {v} =\lambda B\mathbf {v} \quad \quad }
on A i B són matrius. Si v compleix aquesta equación, per algun λ, llavors diem que v és el vector generalitzat d'A i B, i diem que λ és el valor propi generalitzat d'A i B corresponent al vector propi generalitzat v. Els valors possibles de λ han de satisfer l'equació
{\displaystyle \det(A-\lambda B)=0.\,}
En el cas que trobem {\displaystyle n\in \mathbb {N} } vectors linealment independents {\displaystyle \{\mathbf {v_{1}} \ ,\dots ,\mathbf {v_{n}} \}} tals que per tot {\displaystyle i\in \{1,\dots ,n\}} tenim que {\displaystyle A\mathbf {v_{i}} =\lambda _{i}B\mathbf {v_{i}} \quad }, on {\displaystyle \lambda _{i}\in \mathbb {F} }, llavors definim les matrius P i D de manera que
{\displaystyle P={\begin{pmatrix}|&&|\\\mathbf {v_{1}} &\cdots &\mathbf {v_{n}} \\|&&|\\\end{pmatrix}}}
≡
{\displaystyle {\begin{pmatrix}(\mathbf {v_{1}} )_{1}&\cdots &(\mathbf {v_{n}} )_{1}\\\vdots &&\vdots \\(\mathbf {v_{1}} )_{n}&\cdots &(\mathbf {v_{n}} )_{n}\\\end{pmatrix}}}
{\displaystyle (D)_{ij}={\begin{cases}\lambda _{i},&{\text{si }}i=j\\0,&{\text{altrament}}\end{cases}}}
Aleshores es verifica la següent igualtat:
{\displaystyle \mathbf {A} =\mathbf {B} \mathbf {P} \mathbf {D} \mathbf {P^{-1}} \qquad \qquad }
I la demostració és:
{\displaystyle \mathbf {A} \mathbf {P} =\mathbf {A} {\begin{pmatrix}|&&|\\\mathbf {v_{1}} &\cdots &\mathbf {v_{n}} \\|&&|\\\end{pmatrix}}={\begin{pmatrix}|&&|\\A\mathbf {v_{1}} &\cdots &A\mathbf {v_{n}} \\|&&|\\\end{pmatrix}}=}
{\displaystyle {\begin{pmatrix}|&&|\\\lambda _{1}B\mathbf {v_{1}} &\cdots &\lambda _{n}B\mathbf {v_{n}} \\|&&|\\\end{pmatrix}}={\begin{pmatrix}|&&|\\B\mathbf {v_{1}} &\cdots &B\mathbf {v_{n}} \\|&&|\\\end{pmatrix}}\mathbf {D} =\mathbf {B} \mathbf {P} \mathbf {D} }
Com que P és invertible, multipliquem l'equació per la dreta per P-1, com volíem demostrar.

Si A i B són hermítiques, i B és una matriu definida positiva, els valors λ són reals, i els vectors propis v1 i v₂ amb valors propis diferents són B-ortogonals ({\displaystyle v_{1}^{*}Bv_{2}=0}). Addicionalment, en aquest cas hom pot garantir que existeix una base de vectors propis generalitzats (no és un problema defectiu).